# Aucha dizyx
Aucha dizyx là một loài bướm đêm trong họ Noctuidae.